# Bukovany (Příbram)
Bukovany é uma comuna checa localizada na região da Boêmia Central, distrito de Příbram.